# Sphecozone rubicunda
Sphecozone rubicunda là một loài nhện trong họ Linyphiidae.
Loài này thuộc chi Sphecozone. Sphecozone rubicunda được Eugen von Keyserling miêu tả năm 1886.